# Neuvy-Pailloux
Neuvy-Pailloux ist eine französische Gemeinde mit 1161 Einwohnern (Stand 1. Januar 2022) im Département Indre in der Region Centre-Val de Loire; sie gehört zum Arrondissement Issoudun und zum Kanton La Châtre.

## Lage
Der Ort wird vom Fluss Vignole durchquert.
Nachbargemeinden von Neuvy-Pailloux sind Saint-Valentin im Norden, Saint-Aoustrille im Nordosten, Thizay im Osten, Sainte-Fauste im Südosten, Diors im Süden, Montierchaume im Südwesten und La Champenoise im Westen.

## Bevölkerungsentwicklung
| Jahr      | 1962 | 1968 | 1975 | 1982 | 1990 | 1999 | 2008 | 2012 |
| Einwohner | 1224 | 1185 | 1261 | 1419 | 1250 | 1158 | 1305 | 1303 |

## Sehenswürdigkeiten
- Romanische Kirche, seit 1924 unter Denkmalschutz[1]
- Burgruine (15. Jahrhundert)